# Tiphanie Doucet
Tiphanie Doucet (Fontenay-aux-Roses, 10 maggio ...) è un'attrice, cantante, ballerina, musicista, compositrice e fotografa francese.

## Biografia
Tiphanie inizia a 7 anni con la danza classica, il solfeggio e l'arpa. Debutta come attrice a 15 anni, con il ruolo principale di Elsa ne Le bébé d'Elsa, al fianco di Corinne Touzet, ma in seguito prosegue con la carriera di fotografa e intraprende degli studi in arte ed immagine. Al momento di uno stage di danza, nel 2000, incontra il coreografo Redha, che la ingaggia per Romeo e Giulietta.
Appassionata di questo mestiere, lavora quindi durante 8 anni per vari coreografi quali Kamel Ouali, Laura Treves, Odile Bastien, Stéphane Lorras e Mya Frye e accompagna artisti quali Jenifer (2001), Michel Fugain e David Guetta. La sua carriera ha una svolta decisiva quando viene scelta come ballerina e cantante solista al nuovo cabaret Bobin 'O per interpretare la scena Roxane di Kamel Ouali.
Notata da un direttore di casting, ottiene il secondo ruolo principale, Océane, nella serie Chante!, di cui ha girato la quarta stagione nel giugno 2010. Durante un anno, nel 2008, è stata cantante, animatrice e pianista alle sale del bar musicale Le Soir, luogo che le ha fatto incontrare il chitarrista e arrangiatore Geoffrey Chaurand, con il quale forma un gruppo chiamato Milk l'anno seguente, a cui si aggiungono Eric Alexander Moore e Samuel Murphy. Da gennaio ad aprile 2009, interpreta il ruolo di Jeanie nel musical Hair, al teatro Le Trianon a Parigi.
Il gruppo Milk, nel 2010, incide un E.P. con 3 tracce, ha fatto una serie di concerti estivi al Théâtre du Bout e riparte a esibirsi negli Stati Uniti in autunno. Nello stesso anno, è stata anche accettata al Musician Institute di Los Angeles, nel quale farà una sessione di 3 mesi in canto e pianoforte. Ha nozioni di tedesco ed italiano e parla correntemente inglese.

## Formazione
- Musician Institute, Los Angeles:

tecniche e performance vocali, tastiera, chitarra, armonia, ascolto, canto, scrittura di testi, gospel, rock e blues vocali (2010)
- Stage Generico "Faccia alla videocamera", con Norah Habib e realizzatori invitati:

workshop per attori professionisti in condizione di casting
- Les Atéliers De L'Ouest: Formazione teatrale con Steve Kalfa (2008)
- Coaching vocal con Guillaume Cogniard e Cécile Bonardi (2004-2007).

## Carriera

### Canto
- Registrazione di un E.P. col gruppo Milk (2010); serie di concerti estivi al Théâtre du Bout, concerti autunnali a Nashville e Los Angeles
- Formazione del gruppo Milk, con Geoffrey Chaurand (chitarrista), aggiunti Eric Alexander Moore (bassista) e Samuel Murphy (batterista); concerti a Parigi, provincia, Los Angeles, Nashville, San Diego (2009)
- Hair, al teatro Le Trianon a Parigi, ruolo di Jeanie al fianco di Fabian Richard, Laurent Ban e Liza Pastor (2009)
- Performance al bar musicale Le soir a Parigi: cantante, intrattenitrice e pianista (2008)

### Attrice
- Agente Thierry Parent (2009)
- Chante!, serie televisiva: Océane Pérrier (2008)
- Ben-Hur, sceneggiatura di Robert Hossein (2006)
- Il malato immaginario, sceneggiatura di Nicolas Briançon, coreografia Karine Orts (2005)
- Apparizione nel videoclip di Bob Sinclar Si j'étais en manque: 1º ruolo (2005)
- Crazymir, pilota per Canal+ (Francia), con Bruno Solo (2004)
- Clara Sheller (2004)
- Quintette, di Jérôme Cornuau (2004)
- Gli undici comandamenti, di Michaël Youn (2004)
- Podium, di Yann Moix (2004)
- Total western, di Éric Rochant (2000)
- Le Bébé d'Elsa, con Corinne Touzet: 1º ruolo (1997)

### Danza
- Speciale prima Johnny Hallyday: ballerina (2011)
- Videoclip di Kamini ça c'est show biz: ballerina e attrice (2010)
- Ballerina per Prince al momento del passaggio al Grand Journal (ottobre) (2009)
- Ballerina e coreografa per Bob Guetto I love your love (parodia cantata da Romuald d'énergie 12) (maggio) (2008)
- Vivement Dimanche, coreografia di Stéphane Jarny: ballerina (gennaio) (2008)
- Cabaret Bobin'O, a Parigi (marzo-settembre) (2007)
- Attention Mesdames Et Messieurs, di Michel Fugain (nov 2005-feb 2006) (2005-2006)
- Attrice, ballerina e ospite per 1664, in bar e discoteche (2005-2006)
- Clip e teleplay di Nous ne sommes pas, tratto da Autant en emporte le vent (2004)
- Studi televisivi, coreografi Kamel Ouali, Mya Frye, Laura Treves, Odile Bastien (2003-2004)
- Tournée di Jenifer, coreografie Kamel Ouali (2002)
- French Cancan, coreografie di Kamel Ouali (2001)
- Romeo e Giulietta, sceneggiatura di Redha, lavoro dei cori con Richard Cross (2001)